# 나성동
나성동(羅城洞)은 세종특별자치시에 설치된 행정동이자 법정동이다. 세종특별자치시의 문화·국제 지구이며, 행정중심복합도시 2-4 생활권에 위치한다.

## 지명 유래
예로부터 마을에 토성인 나리재가 있었는데, 이를 한문으로 옮겨 나성이라 한 것이 지명이 되었다. 1973년 7월 1일 이전에는 송원리(현 한솔동, 가람동)와 함께 공주시 장기면(현 장군면) 소속. 이였다.

## 법정동
| 법정동  | 통        | 생활권    | 옛 행정 구역                              | 비고                                 |
| ------- | --------- | --------- | ----------------------------------------- | ------------------------------------ |
| 나성동  | 나성1~6통 | 2-4생활권 | 연기군 남면 송담리·나성리와 장기면 당암리 | 국세청 및 행정안전부 제2청사, 소방청 |
| 세종동  | 세종1~4통 | S-1생활권 | 양화리                                    | 세종호수공원 소재지.                 |
| 2법정동 | 10통      |           |                                           |                                      |